# Saint George Gingerland

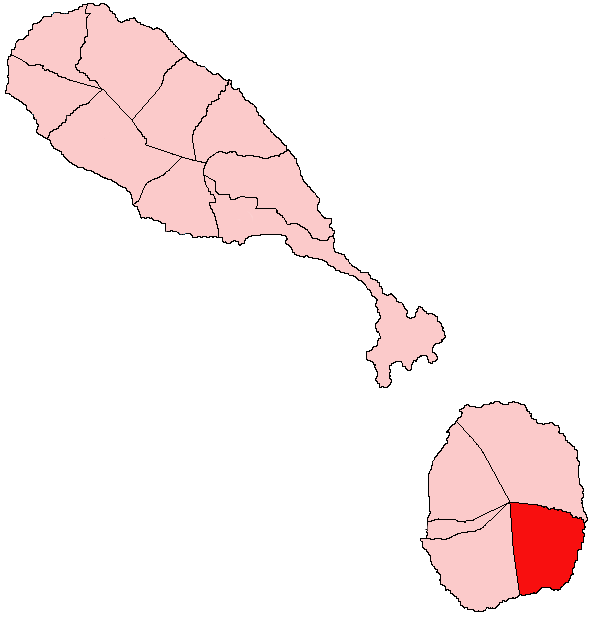

Saint George Gingerland – parafia w południowo-wschodniej części wyspy Nevis należącej do Saint Kitts i Nevis. Jej stolicą jest Market Shop. Powierzchnia parafii wynosi ok. 18 km², liczy 2658 mieszkańców (2001).